# Brzozowa (Petite-Pologne)
Pour les articles homonymes, voir Brzozowa.
Brzozowa est une localité polonaise de la gmina de Gromnik, située dans le powiat de Tarnów en voïvodie de Petite-Pologne.